# Félix Morisseau-Leroy

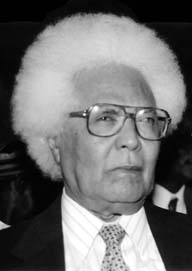
Félix Morisseau-Leroy

Félix Morisseau-Leroy (Haitianisch-Kreolisch Feliks Moriso Lewa; * 13. März 1912 in Grand-Gosier; † 5. September 1998 in Miami, Vereinigte Staaten) war ein haitianischer Schriftsteller, der seine Werke in der haitianisch-kreolischen Sprache abfasste. Er war der erste Dichter und Dramatiker des Landes, der nicht die Sprache der früheren Kolonialmacht Frankreich verwandte. Im Jahr 1961 erreichte er, dass die Kreolsprache als eine offizielle Landessprache Haitis anerkannt wurde. Gleichwohl veröffentlichte Morisseau-Leroy auch in französischer Sprache. Sein internationales Wirken half der Entwicklung eigenständiger postkolonialer literarischer Identitäten in Ghana und im Senegal. Im Jahr 1981 ließ er sich in Miami, Florida, nieder, wo er sich dafür einsetzte, der exilhaitianischen Gemeinschaft das Bewusstsein für die eigene Kreolsprache ihres Landes zu erhalten und der Sprache einen angemessenen Rang im akademischen Bereich zu verschaffen.

## Leben

### Familie und Ausbildung
Morisseau-Leroy wurde in Grand-Gosier (Département Sud-Est) geboren. Seine Eltern waren gebildete und wohlhabende Bürger, die zu der Zeit als Mulatten bezeichnet wurden. Er besuchte die Schule in dem unweit gelegenen Jacmel, wo er Englisch und Französisch lernte. Dort lernte er auch seine spätere Frau Renée kennen. Die beiden heirateten, und Morisseau-Leroy betonte sein Leben lang, seine Frau Renée sei die größte Inspiration für seine Werke gewesen. Aus der Ehe gingen zwei Söhne und eine Tochter hervor. 1933 erwarb er einen Bachelor an der Université d’État d’Haïti und zehn Jahre später einen Master-Abschluss in Erziehungswissenschaft an der Columbia University in New York.

### Berufliche und schriftstellerische Laufbahn
Nach der Rückkehr aus den Vereinigten Staaten nahm Morisseau-Leroy Lehrtätigkeiten in der Hauptstadt Port-au-Prince auf. In dieser Zeit entwickelten sich sein Interesse für die in den Straßen gesprochene kreolische Sprache und die Überlegung, dass diese in Schriftform gebracht eine einigende Wirkung auf das stets von inneren Auseinandersetzungen gebeutelte Land haben könnte. Es war die Zeit, in der die Nutzung der französischen Sprache einen klaren Klassenunterschied zwischen dem Bildungsbürgertum und der breiten Unterschicht, die Kreolisch sprach, markierte.
Moriso Lewa, wie er sich nun seiner Überzeugung folgend nannte, unterrichtete Literatur und Theater und arbeitete gleichzeitig als Schriftsteller und Journalist. Er qualifizierte sich für politische Ämter und wurde Direktor im Unterrichtsministerium und Generaldirektor für das Bildungswesen. Moriso wurde in diesen Funktionen der „Vater der Renaissance der Kreolsprache“. Er wurde nicht müde, darauf hinzuweisen, dass diese originäre Sprache der Bevölkerung von ihrem größten Teil, auf dem Land fast ausschließlich, beherrscht und verwendet wurde. Daher förderte er die Bemühungen, den Gebrauch von haitianischem Kreolisch zu unterstützen und die Legitimität ihrer kreativen kulturellen Nutzung zu etablieren. Deshalb übersetzte er die klassische griechische Tragödie Antigone als Wa Kreyon („König Kreon“) in Kreol, wobei er die Personen der Handlung an den Kontext der haitianischen Kultur anpasste. So spielte auch ein Voodoo-Priester eine Rolle.
Der Aufstieg von François Duvalier und dessen autokratisches Regime beendete die Arbeit der meisten unangepassten Autoren, deren freie Äußerungen beschränkt wurden. Kurz vor der Ausweisung in das Exil stehend, rettete Moriso Lewa die Tatsache, dass er in der Jugend gut mit Duvalier bekannt gewesen war, davor, Opfer dieser und weiterer aus Unmut über seine Veröffentlichungen entstandenen Maßnahmen zu werden.
Er wurde nach Frankreich eingeladen, um Wa Kreyon in Paris zur Aufführung zu bringen. Während seiner Zeit dort traf er wichtige Vertreter der Négritude-Bewegung, so Aimé Césaire und Léopold Sédar Senghor. Diese bestärkten ihn in seiner Arbeit und beeinflussten seine Gedanken an künftige Aktivitäten in Afrika und Nordamerika. Er ging für sieben Jahre nach Ghana, wo er lehrte und das Nationaltheater während des Übergangs in die Unabhängigkeit leitete. Anschließend lebte er von 1966 bis 1979 im Senegal.
Zuletzt zog es ihn nach Miami in Florida mit seiner großen Gemeinschaft von Exilhaitianern. Er ließ sich mit seiner Familie nieder und blieb bis zu seinem Lebensende im Jahr 1998 dort. Er schrieb neben seinem Wirken in der Gemeinschaft eine wöchentliche Kolumne für die Publikation Haïti en Marche. Nur kurz kehrte er nochmals auf Einladung von Jean-Bertrand Aristide zu dessen Amtseinführung nach Haiti zurück. Aristide bestätigte bei diesem Anlass, dass Kreol Amtssprache Haitis sei.

## Werke (Auswahl)
- Plénitudes (1940), Gedichtband
- Natif-natal, conte en vers (1948), Kurzgeschichten in Versform
- Dyakout (Diacoute) (1951), Gedichtband
- Wa Kreyon (Antigone) in Kreyòl (1953), Adaption des Schauspiels
- Haitiad and Oddities (1991), Gedichtband
- Les Djons d’Haiti Tom (Haitianer mit Mut) (1995)

## Ehrungen
- Die kanadische Zeitschrift Étincelles kürte Morisseau-Leroy zum Autor des Jahres.[5]
- Am 13. März 1992 erschien eine Ausgabe des Finesse Magazins in New York als eine kollektive Hommage zum 80. Geburtstag von Morisseau-Leroy.[5]
- Im Jahr 1994 widmete die französische Zeitschrift Sapriphage eine Sonderausgabe dem Werk von Morisseau-Leroy.[5]